# El Tec
|  | Pel que fa al riu nord-català, vegeu Tec. |

El Tec, antigament anomenat la Borda del Tec o el Pont del Tec, (en francès, le Tech) és un poble i comuna de la comarca del Vallespir, a la Catalunya del Nord.
A més del poble del Tec, en el seu terme hi ha els veïnats de la Llau, de Benat i de Manyaques, i els barris del Carrer d'Avall i del Solà. També hi havia hagut un poblat obrer, denominat l'Estat Major, i un poble actualment desaparegut: Cos. A la zona nord-oest del terme hi ha, a més, l'ermita de Sant Guillem de Combret.

## Etimologia
Joan Coromines, en el seu Onomasticon Cataloniae, explica que Tec prové d'un ètim preromà, indoeuropeu, tek- (rajar, ser corrent), probablement portada pels sorotaptes. En aquest cas el topònim es referiria originalment al riu, d'on el va agafar la població.

## Geografia

Situació de la comuna del Tec en el Vallespir

### Localització i característiques generals del terme
El terme comunal del Tec, de 251.800 hectàrees d'extensió, està situat a la zona occidental de la comarca del Vallespir, a l'Alt Vallespir. És majoritàriament a l'esquerra del Tec, en els contraforts meridionals del Canigó, amb una curiosa forma de T inclinada de nord-oest a sud-est invertida, molt allargassada en la tija central. A l'extrem meridional, el terme del Tec travessa el riu del mateix nom, i té una llenca de territori a la dreta del principal curs d'aigua del Vallespir. En aquesta llenca de territori hi ha el barri o veïnat del Carrer d'Avall.
L'extrem nord del terme és molt a prop del Canigó, a 2,4 quilòmetres en línia recta, i assoleix els 2.724 metres en el Puig Rojà i els 2.731 en el Puig dels Tres Vents; d'altra banda, a ran del Tec té el seu punt més baix, a Manyaques, a 413 metres sobre el nivell del mar.
El terme del Tec és pràcticament una sola vall, molt estreta, la de la Comalada, la qual, llevat d'un petit tros que pertany al veí terme de Prats de Molló i la Presta, és íntegrament dins del terme del Tec. Només se n'escapa la vall del nord del Puig dels Sarraïns. A l'extrem oriental del terme, aquest s'eixample fins a la Ribera de la Fou, en un breu tram que deixa la carena limítrof a partir de la Torre de Cos.
| Castell de Vernet          | Cortsaví    | Montferrer              |
| Prats de Molló i la Presta |             | Sant Llorenç de Cerdans |
|                            | Serrallonga |                         |

### El poble del Tec

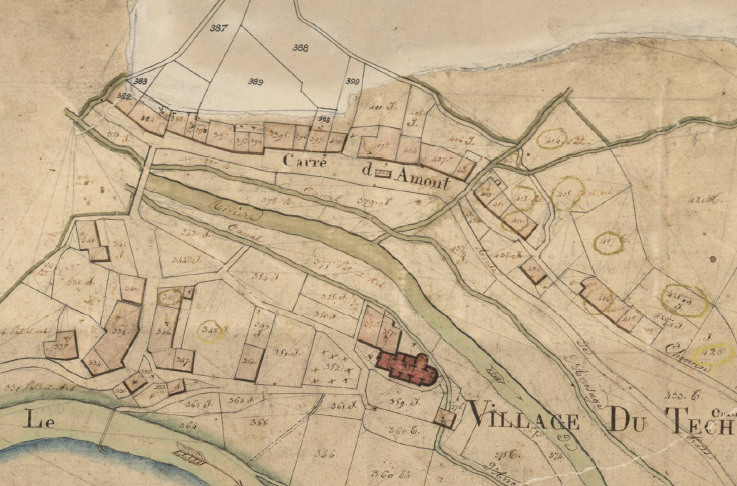
El Tec en el Cadastre napoleònic del 1812 (Arxius Departamentals dels Pirineus Orientals, ADPO)

El poble del Tec està situat a la zona menys elevada del seu terme, a 562 metres sobre el nivell del mar, a la riba esquerra del Tec. És a prop de l'extrem de llevant de la seva comuna, al costat nord-est d'on es troben la Comalada i el Tec. Té un veïnat, barri o raval a la dreta del riu, a migdia del poble: el Carrer d'Avall. La població s'allargassa sobretot a la mateixa carretera general, amb l'església parroquial de Santa Maria just al nord i damunt del carrer de la carretera, el cementiri davant de l'església, al nord-est, i un altre carrer al carrer del Sol, una mica més amunt al nord-est.
És un poble creat en època moderna, per la qual cosa no té enlloc elements antics. L'església primitiva, que datava del segle xvii fou del tot arrasada i enduta pels aiguats del 1940, juntament amb la Rectoria. Era a prop de la llera del Tec. També hi ha l'antiga estació del Tec, ara en desús.

### Benat

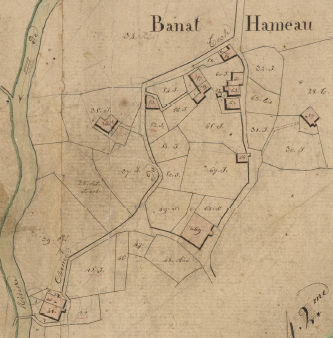
Benat en el Cadastre napoleònic del 1812 (ADPO)

El poble de Benat, o Bennat, és situat uns tres quilòmetres aigües amunt de la Comalada, a l'esquerra d'aquest curs d'aigua. En el seu extrem nord-oest hi ha la capella de Santa Maria de Benat, al costat de Cal Peire. Tot i que una mica allunyat al nord-oest, el Mas Batlló també pertany al veïnat de Benat.

### La Llau

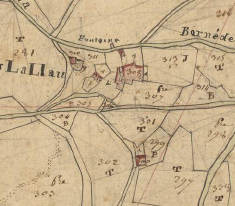
La Llau en el Cadastre napoleònic del 1812 (ADPO)

Uns dos quilòmetres al nord-oest de Benat, aigües amunt de la Comalada, hi ha la masia i veïnat de la Llau. És també a l'esquerra de la Comalada, una mica allunyat del curs d'aigua i uns 30 metres més amunt. A la Llau hi havia hagut la central de producció elèctrica Écoiffier, ara desapareguda.

### Manyaques

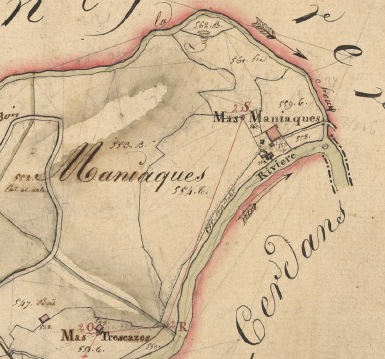
Manyaques en el Cadastre napoleònic del 1812 (ADPO).

Manyaques és un veïnat modern, aixecat a partir del darrer terç del segle XX situat en el marge esquerre del Tec, a cavall dels termes del Tec i de Montferrer i a banda i banda de la Ribera de la Fou. La Capella de Manyaques i el mas d'aquest nom són dins del terme del Tec, així com una antiga piscicultura i l'antiga estació de ferrocarril. Malgrat la modernitat de les construccions actuals, Manyaques ja apareix en el Cadastre napoleònic del 1812 com a veïnat consolidat.

### Cos

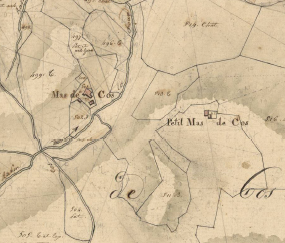
Cos en el Cadastre napoleònic del 1812 (ADPO)

Cos és un antic poble, desaparegut quasi del tot, situat a l'extrem nord-est del terme del Tec, al limit amb Montferrer. En resten alguns masos (Mas de Santa Cecília, Mas de Cos...) i l'església, parroquial al segle xiv, de Santa Cecília de Cos, recentment reconstruïda per voluntaris. Al capdamunt del Puig de Montalé, que domina el lloc al seu nord-oest, hi havia hagut la torre de guaita medieval de Cos, de la qual resten alguns vestigis dalt del turó.

### Sant Guillem de Combret

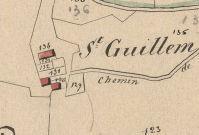
Sant Guillem de Combret en el Cadastre napoleònic del 1812 (ADPO)

La capella de Sant Guillem de Combret, pertanyent a un antic poble documentat a l'edat mitjana, és situada a la part nord-occidental del terme, aigües amunt de la Comalada, a 1.322 metres d'altitud. És a l'extrem nord del pla on devia estar el poble desaparegut. Prop d'aquesta capella hi ha els refugis de Cal Picotós de Baix, a 1.325 metres d'altitud, i de Gallinars, a 1.733.

### Mas de Puig Rodon
Situat a peu de carretera general, al nord-est, a mig camí entre el poble del Tec i Manyaques, hi ha el Mas de Puig Rodon, on hi havu hagut una central de producció elèctrica.

### Llocs documentats des d'antic
A la dreta del Tec, a l'extrem sud-oest del terme es troba el Mas de les Sitges, esmentat des del 1329, a prop del qual, una mica més apartat del riu, més enlairat, hi ha el Mas del Clot del Forn, que, molt probablement, correspon al villare de Vayl Fornesio (Vall Fornés), documentat l'any 1329.

### Els masos del Tec
Els masos i altres edificacions aïllades del terme del Tec són els següents: els Aplegadors, el Batlló, o Mas Batlló, la Cabana de la Jaça dels Troncassers, la Cabana Vella, Cal Peire, abans Mas Deltruit, Cal Picotós de Baix, Cal Picotós de Dalt, la Carota, la Casa dels Caçaires, el Cortal Allosat, o Llosat, un cortal sense nom al nord-oest del poble, el Cortal de Cal Peire, abans Cortal Deltruit, el Cortal de Casa d'Amunt, el Cortal de Santa Cecília, el Cortal de Vilafort, el Cortal Mascaró, el Mas de Casa d'Amunt, abans d'en Ribes, Mas d'en Cos, Mas de la Fusta, abans d'en Trescases, el Mas del Clot del Forn, el Mas o Cortal de les Balmes, el Mas de les Sitges, el Mas del Pasqual, abans d'en Boix, el Mas de Manyaques, el Mas de Puig Rodon, abans d'en Vial, el Mas de Santa Cecília, abans d'en Ribes, el Mas de Vilafort, abans d'en Boix, el Mas Ventós, el Molí de les Peirotes, ara mas, la Pallera del Mas de Vilafort i les Peirotes. Alguns són en ruïnes, com el Casot, o Mas Petit de Cos, el Cortal, el Mas de la Pina, el Mas del Grell, i altres desapareguts, com el Molí de Manyaques. Cal destacar els calvaris, com la Creu de Sant Guillem, i els oratoris, com el de la Mare de Déu del Pont, el de Sant Antoni. Finalment, cap tenir en compte el Pont de Santa Maria, o de la Verge Maria, a prop de la carretera de Sant Llorenç de Cerdans, i el Pou de Gel, a la Llau.

### Hidrònims

#### Cursos d'aigua
Tres són els cursos d'aigua fonamentals del Tec: el riu d'aquest nom, que travessa de sud-oest a nord-est el terme de punta a punta pel seu extrem meridional, la Comalada, antigament Ribera de Combret, que vertebra tot el terme de la muntanya a la vall, i, al nord-est, la Ribera de la Fou, que és termenal amb Montferrer. Al llarg del seu pas pel Tec, el riu rep l'afluència successiva dels còrrecs de l'Arrendador, del Bac de Fontfreda, de les Balmes, de la Juliana, la Comalada, el Còrrec de la Font, el de Santa Cecília, amb el del Cossol, el de Puig Rodon, el de la Teuleria i, ja al límit del terme, la Ribera de la Fou.

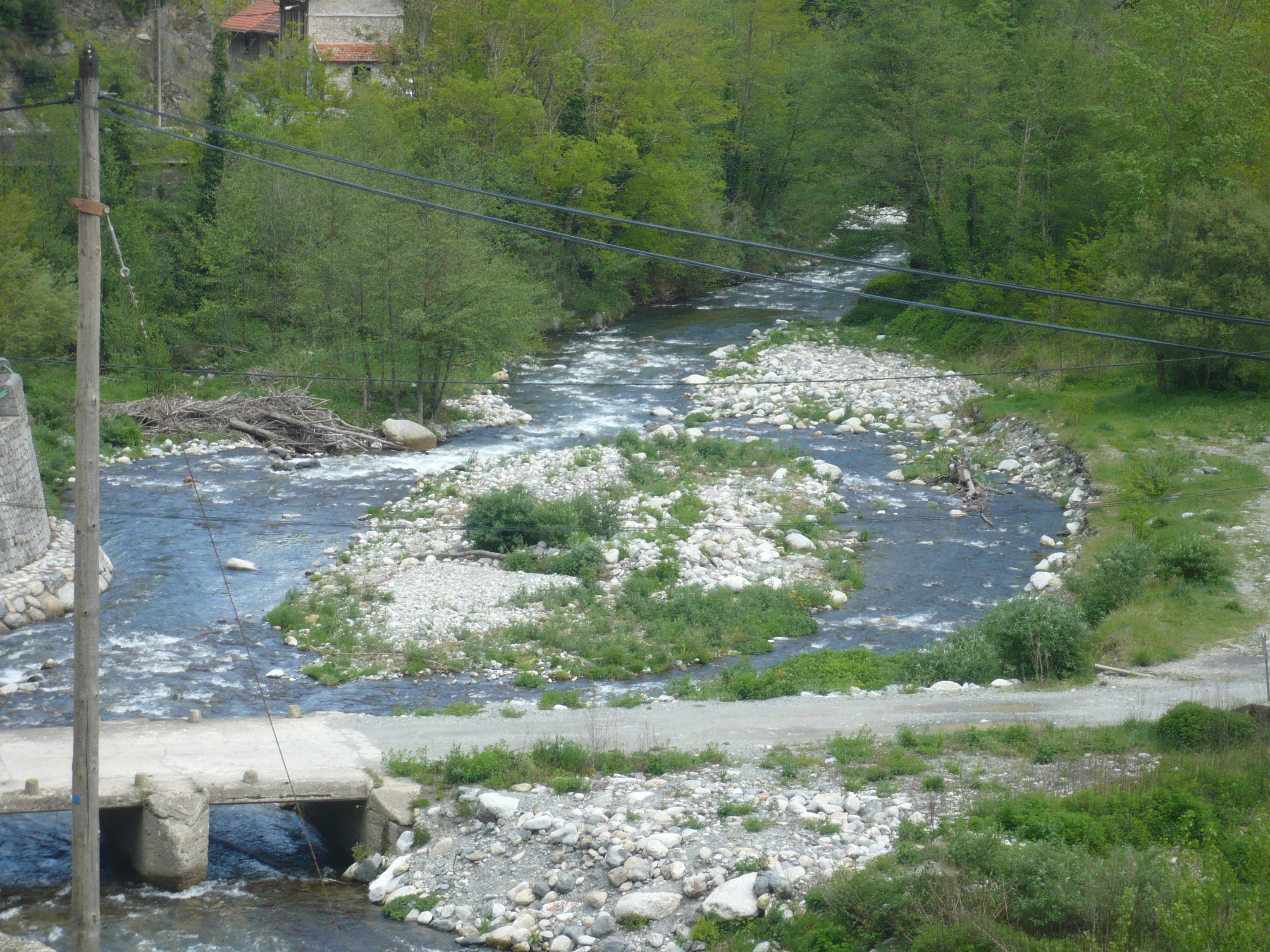
Confluència del Tec amb la Comalada

La Comalada és el curs d'aigua al voltant del qual s'organitza quasi tot el terme del Tec. Aquest curs d'aigua es forma sota el Puig Rojà, la Portella dels Tres Vents, la Portelleta de Comalada i el Puig dels Tres Vents, en una ampla coma (Comalada vol dir plana ampla entre muntanyes) situada entre els 2.200 i els 2.500 metres d'altitud. En aquell lloc s'uneixen el Canal de la Regalíssia, el Canal de la Jaça Vella i els còrrecs de la Llispetera i de la Socarrada per tal de formar la Comalada. Aigües avall, la Comalada rep els còrrecs del Pla de les Egües, de la Congesta, dels Troncassers, de la Cabana Vella, de la Cuculera, de la Cabana d'en Ribes, de Serra Vernet, de la Jaça d'en Forcada, dels Aplegadors, de la Llosa, amb el del Clot Pregon, del Rossinyol, de la Pina, del Grell, del Reart, amb el de la Conca, de la Creueta, de la Font del Coll del Beç, de la Jaça del Roc, de la Font de l'Espinàs, del Ventós, de la Molsa, del Solà, de les Escaldes, la conducció forçada de la usina de la Llau, de Carcabena, del Tardar, amb el de la Rua, de la Collada, de Coll de Sous, dels Comalassos, dels Menerassos, de l'Egua Blanca, de Puig Cabrers, de Vilafort i de la Casa d'Amunt, fins a abocar-se en el Tec.

### Evolució de la població

Població 1962-2008

### Adscripció cantonal

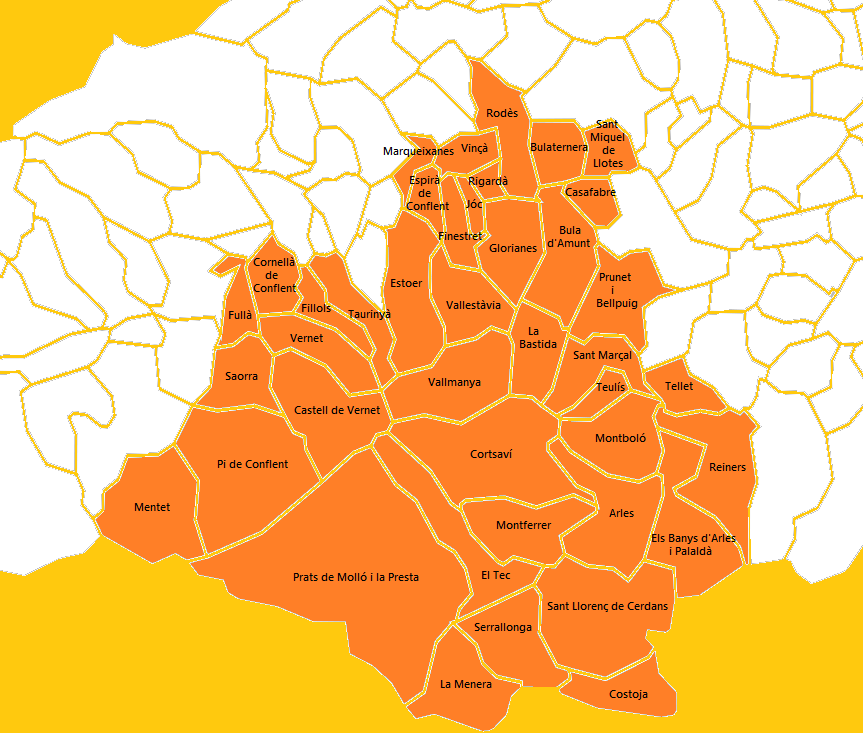
Mapa del Cantó del Canigó